# Asedio de Kiev (1240)
El asedio de Kiev (en ucraniano: Облога Києва) durante la invasión mongola de la Rus de Kiev tuvo lugar entre el 28 de noviembre y el 6 de diciembre de 1240 y resultó en victoria mongola. Fue un gran golpe a la capacidad militar y a la moral del Principado de Galicia-Volinia, que se vio obligado a someterse a la soberanía del Imperio mongol, y permitió el avance de Batú Kan hacia Europa Central.

## Antecedentes
Batú Kan y su ejército empezaron la invasión de la Rus de Kiev a finales de 1237 conquistando el Principado de Riazán. En 1238, avanzaron hacia el sudoeste destruyendo a su paso las ciudades de Vladímir y Kozelsk. En 1239, capturaron Pereyáslav y Chernígov, acercándose a Kiev..
Los emisarios mongoles, enviados a Kiev a pedir su sumisión, fueron ejecutados por el Gran príncipe de Kiev Miguel de Chernígov. Miguel, ante la caída de Chernígov escapó a Hungría en 1239 o 1240. El príncipe Rostislav Mijaílovich aprovechó la oportunidad para reclamar Kiev para sí, pero sería rápidamente derrotado por Daniel de Galitzia.
Al año siguiente, el ejército de Batú Kan bajo el mando del general Subotái alcanzó Kiev en noviembre de 1240. En ese momento, la ciudad estaba bajo el dominio del Principado de Galicia-Volinia desde su captura por el príncipe Daniel. El comandante en jefe de Kiev era el voivoda Dmytró, pues Daniel se hallaba en Hungría tratando de buscar ayuda militar contra la invasión.

## Asedio
La vanguardia mongola, bajo el mando de Möngke, primo de Batú, se aproximó a la ciudad. Aparentemente fascinado por el esplendor de la ciudad, ofreció los términos para su rendición, pero sus enviados fueron asesinados, por lo que los mongoles se dispusieron a saltar la ciudad. Batú destruyó a las fuerzas de los mercenarios de la Rus de Kiev, los chorni klobuki que llegaban para ayudar a la defensa de la ciudad.
El investigador Aleksandr Maiórov comparó las fechas en los registros conservados de los acontecimientos, concluyendo que el asedio duró nueve días, del 28 de noviembre al 6 de diciembre de 1240. El 28 de noviembre, los mongoles instalaron varias catapultas cerca de una de las tres puertas, donde la cobertura arbórea llegaba casi a las murallas de la ciudad Los mongoles iniciaron un bombardeo que duraría varios días hasta que el 6 de diciembre se produjo una brecha en las murallas, pasando al combate cuerpo a cuerpo en las calles. Los habitantes de Kiev fueron masacrados y Dmytró fue herido por una flecha.
Cuando cayó la noche, los mongoles aguantaron sus posiciones, mientras que los habitantes de la ciudad se retiraron a su centro. Mucha gente se refugió en la Iglesia de los Diezmos. Al día siguiente, los mongoles llevaron a cabo el asalto final, el balcón de la iglesia se derrumbó por el peso de la gente, aplastando a muchos. Tras la victoria mongola, Kiev fue saqueada, y la mayoría de su población masacrada. De los cincuenta mil habitantes antes de la invasión, solo alrededor de dos mil sobrevivieron. La mayor parte de la ciudad fue incendiada, solo seis de los edificios principales permanecieron en pie. Los mongoles mostrarían misericordia para Dmytró por su valentía.

## Consecuencias
Tras su victoria en Kiev, los mongoles obligaron a Galicia y Volinia a someterse a la soberanía de Batú Kan, y tuvieron libertad para avanzar hacia el oeste, a Hungría y Polonia. El avance mongol hacia el oeste sólo se detuvo en septiembre de 1242, cuando Batu Kan recibió la noticia de que Ögedéi Kan había muerto, y Batú necesitaba asistir al quriltái donde se elegiría a un sucesor. Poco después, el nuevo régimen mongol comenzó a recaudar tributos a través de un basqaq en Kiev y otros lugares, como Carpine ya observó en la década de 1240.
El antiguo gran príncipe de Kiev, Miguel de Chernígov, había buscado sin éxito ayuda en Hungría, Polonia y Galicia durante su exilio, pero en 1243 ya había aceptado que los mongoles reconocieran a Yaroslav II de Vladimir como nuevo gran príncipe, y Miguel regresó a Chernígov. Todos los principales príncipes reinantes de la Rus acabaron viajando a Sarái, la capital del recién establecido estado de la Horda de Oro de Batú Kan. Daniel de Galitzia y Miguel de Chernígov fueron los dos últimos en hacer su viaje y someterse formalmente al kan como su señor y ser confirmados en sus principados. Sin embargo, Miguel se negó a «purificarse caminando entre dos fuegos y a inclinarse ante un ídolo de Gengis Kan»; según se dice, esta ofensa enfureció a Batú, que lo ejecutó en septiembre de 1246.